# Fosfatidiletanolammina

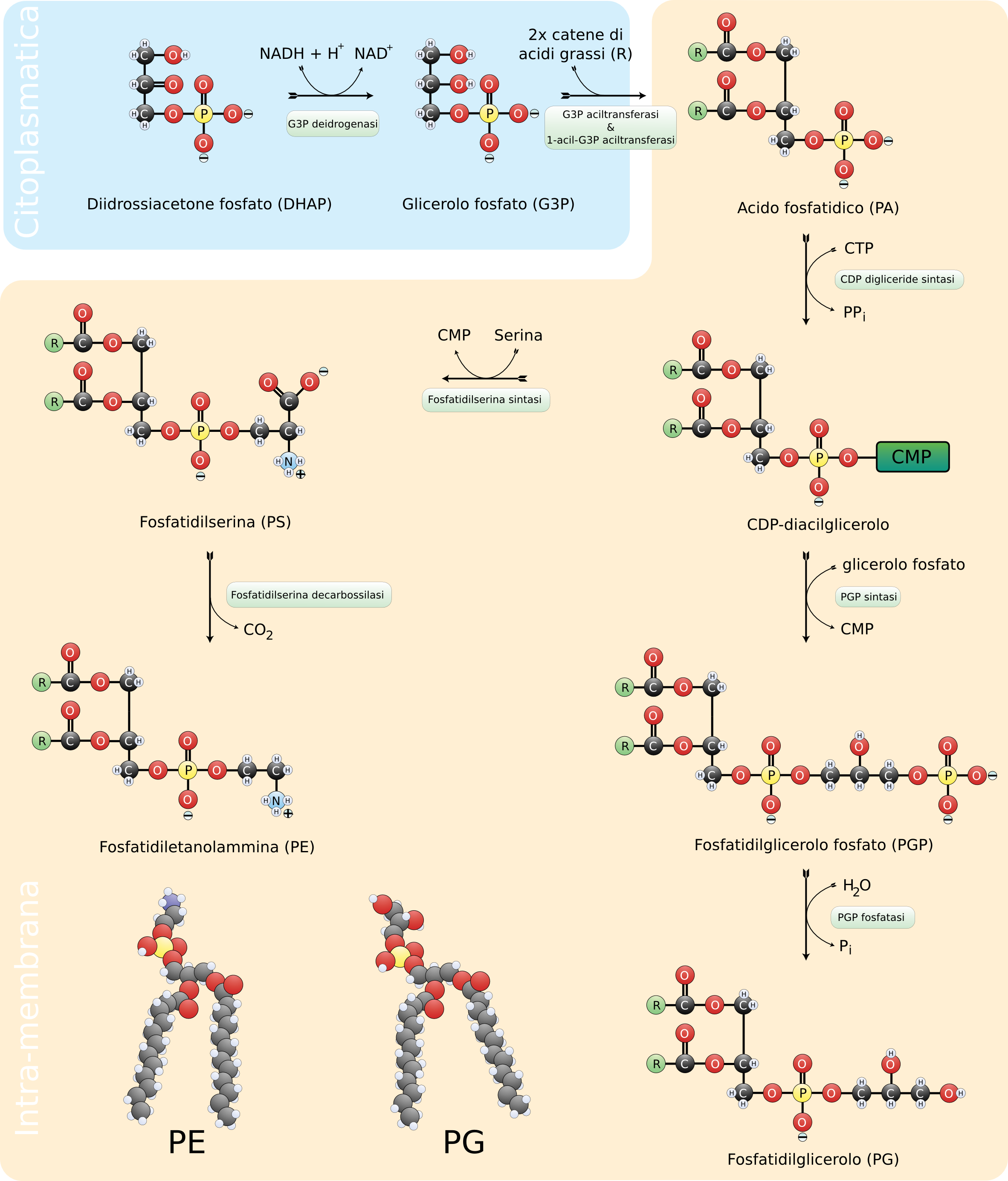
Biosintesi della fosfatidiletanolammina

La fosfatidiletanolammina (FE) è un glicerofosfolipide presente nella membrana plasmatica. È composta da un glicerolo esterificato nei primi due atomi di carbonio con due acidi grassi e nel terzo atomo di carbonio con una molecola di acido fosforico ( il legame in quest'ultimo caso viene detto fosfoestere); inoltre all'acido fosforico è ulteriormente esterificato una molecola di etanolammina la quale è composta da due atomi di carbonio con un gruppo alcoolico e un gruppo amminico.
Si trova solitamente esposta sul lato interno della membrana plasmatica quindi verso il citoplasma.
Secondo una terminologia ormai obsoleta, la 3-fosfatidiletanolammina e la 3-fosfatidilserina sono anche dette cefaline.